# Live! at Cafe Bohemia
Live! at Cafe Bohemia – album muzyczny amerykańskiego pianisty jazzowego George'a Wallingtona nagrany przez prowadzony przez niego Quintet 9 września 1955.
Było to pierwsze koncertowe nagranie zrealizowane w "Cafe Bohemia", nowojorskim klubie przy Barrow Street, w dzielnicy Greenwich Village. Zespół Wallingtona składał się z młodych i mało znanych (oprócz lidera) muzyków. Dla Donalda Byrda (22 lata) oraz Jackiego McLeana (23 lata) były to pierwsze występy, podczas których podawano ich nazwiska. 20-letni Paul Chambers też dopiero pokazywał się na jazzowej scenie. Najstarszy (poza 30-letnim liderem), był perkusista Arthur Taylor – miał lat 26. Niemal dla każdego z nich granie w The George Wallington Quintet było początkiem kariery. LP został wydany przez wytwórnię Progressive w 1955; reedycja wytwórni Prestige w 1992 (limitowana seria OJC).

## Muzycy
- George Wallington – fortepian
- Donald Byrd – trąbka
- Jackie McLean – saksofon altowy
- Paul Chambers – kontrabas
- Arthur Taylor – perkusja

## Lista utworów (LP)
Strona A
| 1. | "Johnny One Note" (Richard Rodgers, Lorenz Hart) | 8:18  |
|    |                                                  |       |
| 2. | "Sweet Blanche" (George Wallington)              | 6:53  |
|    |                                                  |       |
| 3. | "Minor March" (Jackie McLean)                    | 6:40  |
|    |                                                  |       |
|    |                                                  | 21:51 |
|    |                                                  |       |
Strona B
| 4. | "Snakes" (Jackie McLean)               | 5:49  |
|    |                                        |       |
| 5. | "Jay Mac's Crib" (Donald Byrd)         | 8:34  |
|    |                                        |       |
| 6. | "Bohemia After Dark" (Oscar Pettiford) | 7:54  |
|    |                                        |       |
|    |                                        | 22:17 |
|    |                                        |       |
CD: 7 "Minor March" (alternate) 7:32 (LP "The George Wallington Quintet at the Cafe Bohemia" z 1985 zawierał inną wersję utworu "Minor March" i na CD wydanym przez Prestige w 1992 dodano to nagranie jako bonus)

## Informacje uzupełniające
- Nadzór wykonawczy – Gus Grant
- Inżynier dźwięku – Rudy Van Gelder
- Remastering cyfrowy – Phil De Lancie (Fantasy Studios, 1992)
- Projekt okładki – Don Schlitten
- Tekst na okładce – Ira Gitler
- Łączny czas nagrań – 45:07 (LP), 52:39 (CD)

## Wydania
- Progressive LP 12" (PLP 1001) – George Wallington Quintet At The Bohemia Featuring The Peck (1955)
- Prestige LP 12" (PR 7820) – Live! At Cafe Bohemia
- Progressive LP 12" (PRO 7001) – At The Cafe Bohemia (1985)
- Original Jazz Classics CD (OJCCD 1813-2) – Live! At Cafe Bohemia (1992)